# Cercle Artístic d'Horta
El Cercle Artístic d'Horta va ser una entitat fundada el 1948 amb la finalitat de promoure els joves valors en el món de les arts al barri d'Horta. El seu fundador fou Pere Martí i Codina, i el seu origen prové dels concursos de pintura ràpida de la Festa Major, organitzats per Josep Serradesanferm, mestre de la cooperativa La Vanguardia Obrera, i aquarel·lista.
Al cap d'un any de la seva fundació l'entitat tenia 150 socis: pintors, dibuixants, músics i simpatitzants, presidits per Martí i Codina, sota el lema 'Arts et Cultura'. Entre moltes altres activitats, el 1951 organitza el primer concurs fotogràfic als locals de La Caixa al carrer Castelló (carrer desaparegut que unia la plaça d'Eivissa amb el carrer d'Horta). D'aquest concurs l'any 1955 sorgirà l'Arxiu Històric-Fotogràfic d'Horta. El 1952 organitza el primer Premi de dibuix i pintura; el mateix any es fa la primera exposició de roses. Un dels directors més prestigiosos fou Josep Civit i Giraut, que donà empenta a tot el Cercle, i col·laborà en l'activitat de pessebrisme. El Cercle organitzà la 1ª i 2ª mostra de pintura ràpida a la plaça Catalunya. El Cercle va desaparèixer als anys 60 a causa de la davallada de la vida associativa.